# British thermal unit
De British thermal unit (BTU of Btu) is een eenheid van energie die gebruikt wordt in de Verenigde Staten. Ook komt men deze eenheid nog sporadisch tegen in het Verenigd Koninkrijk, in de context van oude koelsystemen en verwarmingssystemen. Buiten die gebieden is de BTU vrijwel geheel vervangen door de joule (J) die voorgeschreven wordt door het SI.

## Definitie
De definitie van een BTU is
de hoeveelheid warmte die nodig is om de temperatuur van een pond avoirdupoids aan water met één graad Fahrenheit te verhogen.
Om een pond ijs te doen smelten, is 143 BTU aan warmte vereist.
Net zoals de calorie is de BTU geen absolute eenheid: de betekenis van de BTU hangt af van de begintemperatuur van het water. Om die reden zijn er verschillende definities van de BTU, met ongeveer ½% variatie in de precieze energie die ze aan de BTU toekennen:
| Naam           | Waarde (J)        | Noten |
| -------------- | ----------------- | --- |
| 39 °F          | ≈ 1059,67         | Gebruikt de calorische waarde van water bij zijn hoogste dichtheid (4 °C) |
| Mean           | ≈ 1055,87         | Gebruikt een calorisch gemiddelde over watertemperaturen van 0 °C tot 100 °C |
| IT             | ≡ 1055,055 852 62 | De meest toegepaste BTU; gebaseerd op de calorie van de International [Steam] Table (IT), die door de Vijfde Internationale Conferentie aangaande de Eigenschappen van Stoom (Londen, juli 1956) vastgesteld is op exact 4,1868 J |
| ISO            | ≡ 1055,056        | Internationale standaard ISO 31-4 voor Hoeveelheden en eenheden – Deel 4: Warmte, Appendix A. Deze waarde is gebaseerd op de IT-calorie en is afgerond tot een realistische nauwkeurigheid.                                       |
| 59 °F          | ≡ 1054,804        | Voornamelijk Amerikaans. Gebruikt de 15 °C calorie, die weer gedefinieerd is als exact 4,1855 J (Comité international 1950; PV, 1950, 22, 79-80)                                                                                  |
| 60 °F          | ≈ 1054,68         | Voornamelijk Canadees. |
| 63 °F          | ≈ 1054,6          | Mogelijk niet-bestaand. |
| Thermochemisch | ≡ 1054,350 264 44 | Gebruikt de "thermochemische calorie" van exact 4184 J |

In de Verenigde Staten wordt de BTU vaak gebruikt om de soortelijke warmte van brandstoffen aan te geven. De BTU per uur (vaak op verwarrende wijze ook afgekort tot BTU) geeft het verwarmings- of koelvermogen van een systeem (zoals een barbecuegrill) aan.

## Prefixen
Let op: Wordt BTU voorzien van de letter M, dan is dat niet mega (miljoen) maar duizend. Dus:
- MBTU is duizend BTU
- MMBTU is een miljoen BTU

## Omrekeningsfactoren
Een BTU is ongeveer:
- 252–253 cal (calorieën)
- 0,252–0,253 kcal (kilocalorie)
- 778–782 ft·lbf (voet-pond)
- 1054–1060 joule
- Bij aardgas geldt door conventie 1 MMBTU (1 miljoen BTU, soms geschreven als "mm BTU") = 1,054 615 GJ. Omgekeerd, 1 gigajoule is equivalent aan 26,8 m3 aardgas bij gedefinieerde temperatuur en druk.

## Verwante eenheden
De BTU per uur (BTU/h) is de eenheid van vermogen die het meest met de BTU wordt geassocieerd.
- 1 paardenkracht is ongeveer 2509,6 BTU/h
- 1 watt is 3,4121 BTU/h
- 1000 BTU/h is ongeveer 293 W

Er is een eenheid de quad, afkorting van quadriljoen, gedefinieerd als 1015 BTU, oftewel 1,055×1018 joule. De therm is in de Verenigde Staten en de Europese Unie gedefinieerd als 100 000 BTU, maar in Europa wordt de BTUIT gebruikt, terwijl dat in de Verenigde Staten de BTU59 °F is.
De BTU moet niet met de Board of Trade Unit worden verward, waarmee een enkele keer een kilowattuur wordt bedoeld.

## Websites
- (en)  Engelse overheid. The Units of Measurement Regulations 1995